# Безукладовский сельсовет
Безукладовский сельсовет — сельское поселение в Токарёвском районе Тамбовской области Российской Федерации.
Административный центр — деревня Безукладовка.

## История
Статус и границы сельского поселения установлены Законом Тамбовской области от 17 сентября 2004 года № 232-З «Об установлении границ и определении места нахождения представительных органов муниципальных образований в Тамбовской области».

## Население
| 2010 | 2012 | 2013 | 2014 | 2015 | 2016 | 2017 |
| ---- | ---- | ---- | ---- | ---- | ---- | ---- |
| 1013 | ↘993 | ↘979 | ↘954 | ↘930 | ↘929 | ↘901 |
| 2018 | 2019 | 2020 | 2021 |      |      |      |
| ↘878 | ↘856 | ↘852 | ↘797 |      |      |      |

## Состав сельского поселения
| № | Населённый пункт | Тип населённого пункта          | Население |
| - | ---------------- | ------------------------------- | --------- |
| 1 | Барановка        | деревня                         | 14        |
| 2 | Безукладовка     | деревня, административный центр | ↘657      |
| 3 | Каликино         | село                            | ↘144      |
| 4 | Красная Поляна   | деревня                         | 0         |
| 5 | Малая Кочетовка  | деревня                         | ↘198      |